# Divize D 2001/2002
V soubojích 37. ročníku Moravskoslezské divize D 2001/02 (jedna ze skupin 4. fotbalové ligy) se utkalo 16 týmů každý s každým dvoukolovým systémem podzim–jaro. Tento ročník odstartoval v sobotu 4. srpna 2001 a skončil v neděli 16. června 2002.

## Nové týmy v sezoně 2001/02
- Z MSFL 2000/01 sestoupilo do Divize D mužstvo FC Elseremo Brumov.
- Z Divize E 2000/01 přešlo mužstvo FK Chropyně.
- Z Jihomoravského župního přeboru 2000/01 postoupilo vítězné mužstvo FK Drnovice „B“ a TJ Framoz Rousínov (2. místo).
- Ze Středomoravského župního přeboru 2000/01 postoupilo vítězné mužstvo FK Mutěnice.

## Kluby podle žup
- Středomoravská (8): FK Zlín „B“, FK Mutěnice, FC TVD Slavičín, FC Slušovice, TJ FS Napajedla, FC Elseremo Brumov, SK VTJ Spartak Hulín, TJ Dolní Němčí.
- Jihomoravská (7): 1. SC Znojmo, FC Dosta Bystrc-Kníničky, FK Drnovice „B“, TJ Slovan Břeclav, TJ Framoz Rousínov, FC Slavia Třebíč, TJ Svitavy.
- Hanácká (1): FK Chropyně.

## Konečná tabulka
Zdroj: 
| Poř. | Tým                      | Z  | V  | R  | P  | VG | OG | B  |
| ---- | ------------------------ | -- | -- | -- | -- | -- | -- | -- |
| 1.   | 1. SC Znojmo             | 30 | 20 | 6  | 4  | 59 | 27 | 66 |
| 2.   | FK Zlín „B“              | 30 | 18 | 5  | 7  | 58 | 26 | 59 |
| 3.   | FK Mutěnice (N)          | 30 | 16 | 9  | 5  | 68 | 40 | 57 |
| 4.   | FC Dosta Bystrc-Kníničky | 30 | 13 | 10 | 7  | 47 | 36 | 49 |
| 5.   | FC Slavia Třebíč         | 30 | 13 | 7  | 10 | 66 | 46 | 46 |
| 6.   | FC TVD Slavičín          | 30 | 12 | 9  | 9  | 47 | 45 | 45 |
| 7.   | FK Drnovice „B“ (N)      | 30 | 12 | 7  | 11 | 56 | 45 | 43 |
| 8.   | TJ FS Napajedla          | 30 | 11 | 6  | 13 | 36 | 46 | 39 |
| 9.   | FC Slušovice             | 30 | 11 | 6  | 13 | 37 | 42 | 39 |
| 10.  | FC Elseremo Brumov (S)   | 30 | 10 | 7  | 13 | 39 | 48 | 37 |
| 11.  | SK VTJ Spartak Hulín     | 30 | 10 | 6  | 14 | 45 | 54 | 36 |
| 12.  | TJ Svitavy               | 30 | 8  | 10 | 12 | 24 | 41 | 34 |
| 13.  | TJ Slovan Břeclav        | 30 | 9  | 6  | 15 | 47 | 63 | 33 |
| 14.  | TJ Dolní Němčí           | 30 | 9  | 5  | 16 | 44 | 49 | 32 |
| 15.  | FK Chropyně              | 30 | 9  | 4  | 17 | 54 | 73 | 31 |
| 16.  | TJ Framoz Rousínov (N)   | 30 | 4  | 7  | 19 | 25 | 71 | 19 |

Poznámky:
- Z = Odehrané zápasy; V = Vítězství; R = Remízy; P = Prohry; VG = Vstřelené góly; OG = Obdržené góly; B = Body; (S) = Mužstvo sestoupivší z vyšší soutěže; (N) = Mužstvo postoupivší z nižší soutěže (nováček)
- O pořadí na 8. a 9. místě rozhodla bilance vzájemných zápasů: Napajedla - Slušovice 3:0, Slušovice - Napajedla 2:0[2]

|  | Postup do MSFL 2002/03                         |
|  | Přechod do Divize C 2002/03                    |
|  | Sestup do Přeboru Jihomoravského kraje 2002/03 |
|  | Sestup do Přeboru Zlínského kraje 2002/03      |
|  | Zánik B-mužstva                                |